# حلوا مغزی
حلوا مغزی نام نوعی شیرینی است که در فلات ایران پخت می‌شود و همچنین در شهرستان ملایر به عنوان یکی از آثار فهرست میراث ناملموس به ثبت ملی رسیده است. روستای باب‌الحکم، شهرستان بردسکن نیز یکی دیگر از قطب‌های اصلی پخت این نوع شیرینی است. روستای طرق، شهرستان کوهسرخ همچنین دیگر قطب آن است.